# Bartolomé Bennassar
Bartolomé Bennassar (Nîmes, 8 aprile 1929 – Tolosa, 8 novembre 2018) è stato uno storico francese, specialista di storia della Spagna in età moderna e contemporanea.
Professore emerito di storia contemporanea presso l'Università di Tolosa II-Le Mirail, è specializzato nella storia della Spagna moderna (secoli sedicesimo e diciassettesimo) e contemporanea, e secondariamente in storia dell'America Latina per gli stessi periodi..
È l'autore di Storia degli spagnoli, La guerra civile spagnola e le sue conseguenze, e di una delle più importanti biografie di Francisco Franco. Sulla storia dell'America Latina, ha scritto Toutes les Colombies, una biografia di Hernán Cortés, e Histoire du Brésil, con Richard Marin.
Ha scritto anche alcuni romanzi, fra cui Le dernier saut, dal quale nel 1970 fu tratto il film Indagine su un parà accusato di omicidio. Nel 1998 è stato curatore dei Consistori del Gay Saber.

## Opere
- Storia dell'Inquisizione spagnola (dal XV al XIX secolo), traduzione di Nanda Torcellan, Collana Storica, Milano, Rizzoli, 1980,  p. 336.
- Il secolo d'oro spagnolo, Collana Storica, Milano, Rizzoli, 1985, ISBN 978-88-17-33061-9.
- I Cristiani di Allah. La straordinaria epopea dei convertiti all'islamismo nei secoli XVI e XVII, Milano, Rizzoli.
- 1492. Un mondo nuovo?, Biblioteca Storica, Bologna, Il Mulino, 1992, ISBN 978-88-15-03738-1.
- La guerra di Spagna. Una tragedia nazionale, traduzione di V. Zini, Collana Storia n.10, Torino, Einaudi, 2006, ISBN 978-88-06-17630-3.